# Trần Phong (nước)
Trần Phong là tên 1 quốc gia bộ lạc từng tồn tại vào thời kỳ Tam Hoàng Ngũ Đế trong lịch sử Trung Quốc, các thư tịch cổ chỉ nhắc đến quốc gia một lần duy nhất vào đời đế Khốc họ Cao Tân.

## Những ghi chép trong sử sách
Bấy giờ đế Khốc Cơ Tuấn lên ngôi thiên tử cũng đã được một thời gian, lúc ấy ông đang có 3 vợ mỗi vợ sinh được 1 người con trai. Vợ cả họ Hữu Thai sinh ra Hậu Tắc là thủy tổ nhà Chu, vợ hai họ Hữu Nhưng sinh ra Tử Tiết là thủy tổ nhà Thương, vợ 3 họ Tu Ty sinh ra đế Chí sau này kế nhiệm ông làm thủ lĩnh liên minh bộ lạc.
Lần ấy đế Khốc đi tuần du thiên hạ có ghé qua nước Trần Phong và vào thăm nước ấy tiện thể xem xét dân tình, ông vô tình gặp người con gái là Khánh Đô ngang đường đem lòng yêu mến mà nạp làm vợ thứ tư. Khánh Đô hoài thai 14 tháng mới sinh ra một người con trai ở đất Đan Lăng, đế Khốc hay tin xa giá đến tận nơi thăm con và ban cho họ Y Kỳ tên chữ là Phòng Huân. Phòng Huân từ nhỏ đã được mẹ dạy dỗ những điều nhân nghĩa và tư tưởng đạo đức của tổ tiên là Hiên Viên Hoàng Đế, ông cũng gần gũi dân chúng nên thấu hiểu được cảnh cơ cực và nỗi vất vả của người dân lao động. Sau này lớn lên Phòng Huân giúp vua cha lập nhiều công to được thụ phong ở đất Đào, đến khi đế Chí đăng cơ thì cải phong ở đất Đường nên mới gọi kép là Đào Đường thị.
Còn về nước Trần Phong từ đó trở đi sử sách không thấy nhắc đến lần nào nữa, tuy nhiên chỉ cần biết rằng nước ấy là quê ngoại của đế Nghiêu cũng đủ cho đời sau không bao giờ lãng quên.

## xem thêm
- đế Khốc
- đế Nghiêu
- Khánh Đô

## tham khảo
- Sử Ký Tư Mã Thiên - Ngũ Đế bản kỷ
- kinh Thượng Thư - thiên Nghiêu điển
- Trúc thư kỷ niên
- Tư trị thông giám - phần ngoại kỷ
- sách Thượng Hạ Ngũ Thiên Niên - mục Nghiêu Thuấn nhường ngôi
- sách vương triều và hoàng đế Trung Quốc - phần viết về đế Nghiêu
- sách Hàn phi tử - phần Ngũ Đế